# Leucotrachea
Leucotrachea is een geslacht van vlinders van de familie Uilen (Noctuidae).

## Soorten
- L. leucomelanica Janse, 1937
- L. melanobasis (Hampson, 1902)
- L. melanobis Hampson, 1902
- L. melanodonta (Hampson, 1908)
- L. melanoleuca (Hampson, 1902)